# Francisco de Girolamo
 Francisco de Geronimo (ou Girolamo) (17 de dezembro de 1642 - 11 de maio de 1716) foi um padre católico romano italiano e um membro professo dos Jesuítas. Ele era um pastor enérgico que se dedicou a missões em Nápoles, tanto em grandes locais quanto em áreas rurais, onde era conhecido por sua pregação sucinta e concisa que ressoou com todas as pessoas, independentemente de seu status social. Mas de seu amor pelas missões veio o desejo de estar no Extremo Oriente para missões; ele ficou triste quando não foi autorizado a ingressar na missão jesuíta no Japão ou na Índia, mas continuou a se dedicar à pregação e ao ensino de alunos. Ele é conhecido por ter escrito o " Diu vi Salvi Regina ", que mais tarde foi adotado como o hino nacional de uma Córsega independente em 1735.

## Vida
Francisco de Girolamo nasceu em Grottaglie em 17 de dezembro de 1642 como o mais velho de onze filhos de Giovanni Leonardo di Geronimo e Gentilesca Gravina. Ele teve uma infância piedosa e aos doze anos ocupou o cargo de sacristão e catequista em uma casa dos teatinos perto de sua casa.
A recepção da sua primeira comunhão deixou-o cada vez mais faminto pela frequente recepção da Eucaristia. Em 1658 ingressou no colégio de Taranto, que estava sob os cuidados dos jesuítas depois que seus pais decidiram mandá-lo para lá depois de perceberem seus talentos. Ele fez seus estudos de humanidades e filosofia lá e foi tão bem-sucedido que seu bispo local o enviou a Nápoles para assistir a palestras de estudos teológicos e de direito canônico no colégio de Gesù Vecchio.
Recebeu a ordenação sacerdotal em Nápoles em 18 de março de 1666 do bispo de Pozzuoli Benito Sánchez de Herrera. Ele teve que receber cartas dimissórias de seu arcebispo (a respeito dos estudos) e uma dispensa papal do Papa Alexandre VII para ser ordenado abaixo da idade exigida. Até 1670 foi colocado à frente dos alunos do colégio dos nobres de Nápoles, onde os alunos o apelidaram de "il santo prefetto". Mas ele logo sentiu uma forte inclinação para se juntar aos jesuítas, apesar da oposição de seu pai. Seu pai lhe enviou uma carta longa e veemente, mas seu filho respondeu com grande afeto para induzi-lo a concordar com a vontade de Deus. Entrou no noviciado jesuíta em 1° de julho de 1670 e, em 1671, após seu período probatório, foi enviado com um missionário experiente para obter suas primeiras aulas na arte da pregação no bairro de Otranto. De 1671 a 1674, ele trabalhou em cidades e vilas, mas recebeu permissão para completar seus estudos teológicos antes de ser enviado para residir em Gesù Nuovo em 1675. Ele teria preferido servir nas missões do Extremo Oriente, mas seus superiores lhe disseram para abandonar a idéia e se concentrar em seu trabalho lá em Nápoles, onde permaneceu pelo resto de sua vida. Ele queria ir para o Japão ou para a Índia, mas seu pedido foi recusado.
Em primeiro lugar, ele se dedicou a despertar o entusiasmo religioso de uma congregação de operários chamada "Oratio della Missione", que se estabelecera na casa professa dos Jesuítas em Nápoles. O objetivo principal desta associação era fornecer ajudantes aos padres missionários. Foi no Oratório que conseguiu estabelecer um Montepio; o capital foi aumentado com os presentes dos associados. Ele era um pregador enérgico e visitava todos os arredores de Nápoles; sua voz era alta e sonora e podia ser ouvida a grande distância devido à sua nitidez.
Qualquer tempo que estivesse livre com suas missões, ele se dedicava a dar missões rurais. Ele tentou estabelecer uma associação de Francisco Xavier (a quem ele fez seu patrono e modelo); ou então uma congregação dedicada à Santíssima Virgem. Por pouco mais de duas décadas, ele pregou louvores a ela uma vez por semana na igreja napolitana conhecida como Santa Maria di Constantinoppli. Ele costumava ser visto andando pelas ruas de Nápoles com uma expressão de êxtase no rosto e lágrimas escorrendo. Ele tinha a reputação de ser um fazedor de milagres com aqueles que testemunharam durante o processo de canonização, atribuindo a ele inúmeras maravilhas e curas de todos os tipos.
Em março de 1715 - início da Quaresma - ele estava dando um retiro para alguns alunos quando de repente sentiu uma febre tão forte que teve de ser carregado para fora do quarto. Esta doença foi subjugada ao longo da semana e ele retomou suas funções habituais apesar de sua fraqueza, que diminuiu em dezembro. Foi antes do Natal que ele se sentiu tão frágil que seu ansioso superior o enviou a Puzzuoli para se recuperar. Em março de 1716, ele estava bem o suficiente para retornar a Nápoles, onde ficou na ala hospitalar. Em meados de 1716, ele morreu de pleurisia após duas semanas de grande dor. Seus restos mortais foram enterrados em um caixão de chumbo, mas quando foram exumados em 3 de julho de 1736, foi descoberto que haviam virado pó. A poeira foi coletada e depositada em um caixão de madeira forrado com latão. O cardeal Orsini - futuro Papa Bento XIII - lhe dedicou um sermão inteiro na catedral de Benevento.
Há uma capela dedicada a ele no Gesù Nuovo, em Nápoles, e em 1934 Francesco Jerace esculpiu a estátua que o homenageia.

## Santidade
Não muito depois da morte do jesuíta, a arquidiocese de Nápoles fez uma petição à Congregação para os Ritos para iniciar o processo de santidade; as dioceses de Nola e Benevento fizeram pedidos semelhantes.
Em 2 de maio de 1758, ele foi proclamado Venerável depois que o Papa Bento XIV declarou em um decreto formal que o falecido padre jesuíta havia praticado as virtudes teológicas e cardeais de maneira heróica. Ele teria sido beatificado logo em seguida, mas a tempestade que envolveu a supressão da ordem levou à suspensão do processo de beatificação. O Papa Pio VII aprovou dois milagres atribuídos a ele e o beatificou em 2 de maio de 1806 na Basílica de São Pedro, enquanto a confirmação de mais dois milagres viu o Papa Gregório XVI canonizar Francesco de Geronimo como um santo da Igreja Católica Romana em 26 de maio de 1839.

## Escritos
Francisco de Girolamo escreveu pouco. Algumas de suas cartas foram utilizadas em obras biográficas e citadas por outros autores. Os arquivos dos Jesuítas contêm uma coleção volumosa de seus sermões.

O relato que escreveu a seus superiores sobre os quinze anos mais laboriosos de seu ministério data de outubro de 1693. Chamou-lhe Brevi notizie della cose di gloria di Dio accadute negli exercizi delle sacri missioni di Napoli da quindici anni in quâ, quanto si potuto richiamare in memoria. Giuseppe Boero publicou-o em S. Francesco di Girolamo, e le sue missioni dentro e fuori di Napoli, p.   67-181 (Florença, 1882). 